# Lasiocarpus ferrugineus
Lasiocarpus ferrugineus är en tvåhjärtbladig växtart som beskrevs av Howard Scott Gentry. Lasiocarpus ferrugineus ingår i släktet Lasiocarpus och familjen Malpighiaceae. Inga underarter finns listade i Catalogue of Life.